# 新得町立富村牛小中学校
新得町立富村牛小中学校（しんとくちょうりつ とむらうししょうちゅうがっこう）は、北海道新得町字屈足トムラウシにある公立の小中一貫・義務教育学校である。
離島部を除き日本で唯一のへき地等級5級の学校であり、山村留学生を募集している。

## 概要
- 学校給食 - あり
- へき地等級 - 5級

往時は194校（離島部を除く）を数えたへき地等級5級校であるが、交通インフラの整備や集落の高齢化、離村などにより、現在は本校のみとなっている（佐井村立牛滝小中学校・八代市立泉第八小学校は、2016年度よりへき地等級4級校となっている。）。

### 年表
- 1948年 - 岩松小学校ニペソツ分校として児童数20名で開校。開校当初は王子製紙の飯場小屋を校舎として使用した。
- 1953年 - ペンケベツに上富村牛分校を児童数12名で分離開校。
- 1954年 - 上富村牛分校が上富村牛小学校として独立。
- 1962年 - キナウシに下富村牛分校を児童数6名で分離開校。

- 1962年 - 十勝岳噴火が起こる。これを機にトムラウシ地区で離農者が続出する。
- 1969年 - 下富村牛分校を児童数1名で統合。
- 1976年 - 上富村牛小中学校を児童生徒数8名で統合。
- 1979年 - 学校給食特別優良校として文部大臣賞を受賞。
- 1993年 - 全国中学校バドミントン大会に4年連続で出場。
- 1995年 - 山村留学制度を開始。
- 2008年 - 新校舎が落成し、地域保育所である「こじか園」が併設される。
- 2022年4月（新年度） - それまでの小中併置校から小中一貫教育の義務教育学校へと移行した[1][新聞 1]。

## 地理
十勝川上流、日本百名山とも名高いトムラウシ山のふもとに位置し、校区全域が大雪山国立公園に属する。
新得町市街地の約35km北東に位置し、十勝ダムの治水地点となる東大雪湖の更に奥地に存在する学校である。

## 交通
- 北海道拓殖バス新得駅前～トムラウシ温泉線「トムラウシ学校前」下車
  - 夏山期間中のみの期間限定運行
- 新得駅からタクシーで約40分[注釈 1]

## 学校周辺
- 富村牛簡易郵便局
- トムラウシ自然体験交流施設「山の交流館とむら」
- 北海道森林管理局十勝西部森林管理署東大雪支署 トムラウシ森林事務所
- 富村牛神社
- 上岩松ダム